# Gonggar Dzong
Gonggar Dzong, en  tibetano: གོང་དཀར་ཛོང༌། y en  Wylie: gong-dkar rdzong, ZYPY: Konggar Zong, también conocido como Gongkar Dzong, se encuentra en el condado de Gonggar,  Prefectura de Shannan, Tíbet, China. Está cerca de la ciudad de Gongkar, del Monasterio Gonggar Choide y del Aeropuerto Gonggar, a 10 kilómetros (6,2 millas) de la ciudad. El Dzong también es conocido por nombres como Kung-k'o, Chi-hsiung, K'ung-ka-tsung, Konka Dzong, K'ung-ka-tsung, Gongkar, Kung-k'o, Kung-ka, Gongkar Dzong, Kong-ka-dsong, Kongka Dzong y Gonggar.
El Dzong, que fue construido según el modelo del Palacio Potala en Lhasa, está en ruinas. Está en el camino a Chusul, cerca del Monasterio Sundruling.

## Geografía
La fortaleza de Gonggar Dzong, gong dkar rdzong, está cerca de la confluencia de los ríos  Tsangpo y Kyichu. Situado a una altitud de 4076 m, el Dzong es conocido por varios nombres como Kung-k'o, Chi-hsiung, K'ung-ka-tsung, Konka Dzong, K'ung-ka-tsung, Gongkar, Kung-k'o, Kung-ka-tsung, Gongkar Dzong, Kong-ka-dsong, Kongka Dzong y Gonggar.
El Gongkar Dzong en la colina de Chidesho, skyid do shod, tiene un asentamiento al pie de ella donde hay un alto poste de la bandera de la oración en primer plano. Hay un gran número de edificios en el asentamiento.
Desde el paso Gampa La, de 4794 metros, el camino conduce al  lago Yamdrok Yumtso, el lago espiritual o divino, y desciende hasta el puente Chushul Zamchen. Se llega al Dzong desde el extremo sur de este puente. El Dzong está a 26 kilómetros, unas 16 millas, del puente. Situada en la cima de la colina, ofrece una vista panorámica de la región de Gongkar.

## Historia
La sede del gobernador de Gongkar o Gonggar, estaba en Gonggar Dzong. El Dzongpon, administrador que opera desde este Dzong, tenía el control de las tierras agrícolas que se extendían en la orilla sur del río Tsongpo desde Chowo Ri hasta Rawame. Fue, durante los  siglo XIII y XIV, la sede del poder de Sakya, en el valle del Tsongpo. Construido en la cima de una colina al oeste del valle de Gongkar, el Gonggar Dzong, o fortaleza, fue destruido. Hasta finales del siglo XIV, esta zona siguió siendo un centro importante de la Orden de Sakyapa hasta que Tai Situ Changchub Gyaltsen de Pagmodrupa derrotó al Ponchen, administrador de la secta Sakyapa, de Gonggar y consiguió su poder en el Tíbet.
Cuando el Dzong estaba bajo la dirección de Dorje-denpa Kun-ga Namgyal, que era un gurú bien conocido pues había recibido entrenamiento en los rituales  Sutra, Tantra y Tántrico de maestros de todas las tradiciones. Era el poseedor de la tradición dzongpa de la escuela Sakyapa. Sentado en el techo de su casa en el Gongkar Dzong, cuando recitaba la escritura religiosa, el Vajradhatu, una hoja de la escritura fue arrastrada por el viento y cayó en un lugar donde se encuentra el actual Monasterio Gonggar Choede. El hecho insólito se acentuó aún más por el hecho de que la hoja cayó en el lugar donde Atisha (982-1054) había hecho un signo de mandala con guijarros cuando visitó el lugar por primera vez y lo identificó como el lugar para un futuro monasterio.